# خنافس طويلة القرون مسطحة الوجه
خنافس طويلة القرون مسطة الوجه أو تحت فصيلة لامييني (الاسم العلمي: Lamiinae)، فُصيلة حشرات من فصيلة القرنبيات. تضم أكثر من 750 جنسًا.